# Guerriero Colombo
Guerriero Colombo (Salonicco, 1880 – ...) è stato un calciatore italiano, di ruolo ala sinistra.

## Biografia
Era il figlio di Natale Colombo, proprietario della birreria Colombo poi Spaten di Milano, dove Herbert Kilpin trovò i soci italiani disposti a fondare assieme il Milan, Guerriero a 19 anni presenzia alla formazione del primo nucleo dirigente rossonero, diventò poi calciatore con il quale vinse il titolo di campione d'Italia nel 1901 e nel 1906. Centrocampista dotato di un fisico corpulento, giocò complessivamente 9 gare ufficiali con i rossoneri partecipando nella vittoria dei primi 2 scudetti.
Nel 1915 viene nominato Cavaliere del Regno d'Italia.

## Palmarès

### Calciatore

#### Club

##### Competizioni nazionali
- Campionato italiano: 2

Milan: 1901, 1906
- Seconda Categoria: 1

Milan: 1906

##### Altre Competizioni
- Torneo FGNI: 4

Milan: 1902, 1904, 1905, 1906
- Medaglia del Re: 2

Milan: 1901, 1902